# Kościół Przemienienia Pańskiego i św. Mikołaja w Słupi
Kościół Przemienienia Pańskiego i świętego Mikołaja – rzymskokatolicki kościół parafialny należący do parafii św. Mikołaja w Słupi (dekanat Skierniewice – św. Jakuba diecezji łowickiej).
Jest to świątynia, wybudowana w latach 1763–1774 i ufundowana przez księdza Marcina Biechowskiego kanonika łowickiego. Restaurowana była w 1862 roku. Remontowano ją w 1958 roku – wymieniono wówczas pokrycie dachu i w 1965 roku – wtedy fasada została oszalowana.
Budowla jest drewniana i posiada konstrukcję zrębowej. Świątynia jest orientowana, do jej budowy użyto drewna modrzewiowego. Posiada mniejsze prezbiterium, w stosunku do nawy, zamknięte trójbocznie, z boku znajduje się zakrystia. Z boku i przodu nawy są umieszczone kruchty. Świątynię nakrywa dach dwukalenicowy, pokryty blachą, na dachu znajduje się kwadratowa wieżyczka na sygnaturkę z latarnią. Wnętrze nakryte jest stropem płaskim z fasetą. Chór muzyczny jest podparty dwoma słupami z prostą linią parapetu, na chórze jest umieszczony klasycystyczny prospekt organowy, powstały w 1856 roku w firmie Kamińskiego. Belka tęczowa jest ozdobiona krucyfiksem i rzeźbami Matki Bożej Bolesnej i Świętego Jana, powstałymi w 2 połowie XVIII stulecia. Podłoga została wykonana z desek. Ołtarz główny, reprezentuje styl późnobarokowy, natomiast dwa ołtarze boczne - styl barokowo – klasycystyczny i pochodzą z 1896 roku. Chrzcielnica w stylu barokowym, powstała w 1 połowie XVIII wieku i posiada kształt anioła podtrzymującego czarę. W oknach prezbiterium sa wprawione dwa witraże z końca XIX stulecia.